# علي وعليا (فلم)
علي وعليا فيلم دراما الإمارات العربية المتحدة من إنتاج سنة 2019. الفيلم من إخراج حسين الأنصاري، وتأليف حسين الأنصاري، ومن بطولة طلال محمود، وخليفة البحري، ونيفين ماضي، وجمال السميطي، وفاطمة حسن.

## ملخص القصة
- تدور أحداث الفيلم حول علي وعليا، جاران يحبان بعضهما البعض منذ الطفولة، ولكن يفصل أحدهما عن الآخر أحداث جسام، ويحاول علي البقاء في قلب عليا حتى ولو باللجوء إلى الإدمان.

## طاقم التمثيل
- طلال محمود
- خليفة البحري
- نيفين ماضي
- جمال السميطي
- فاطمة حسن
- سوسن سعد

## وصلات خارجية
- طاقم العمل: فيلم - علي وعليا - 2019